# Lago de Atitlán

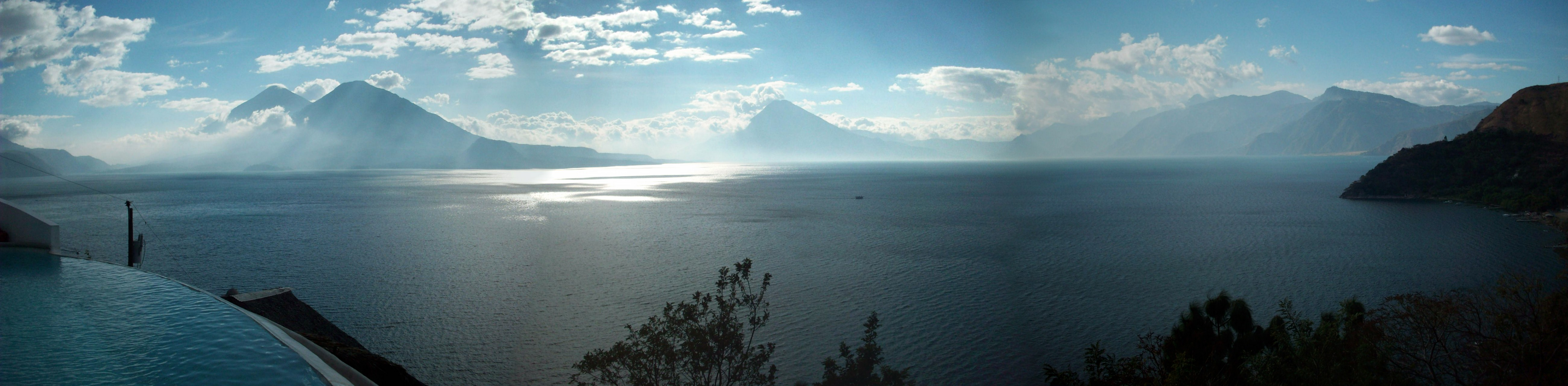
Lago de Atitlán, Aufnahme von 2007

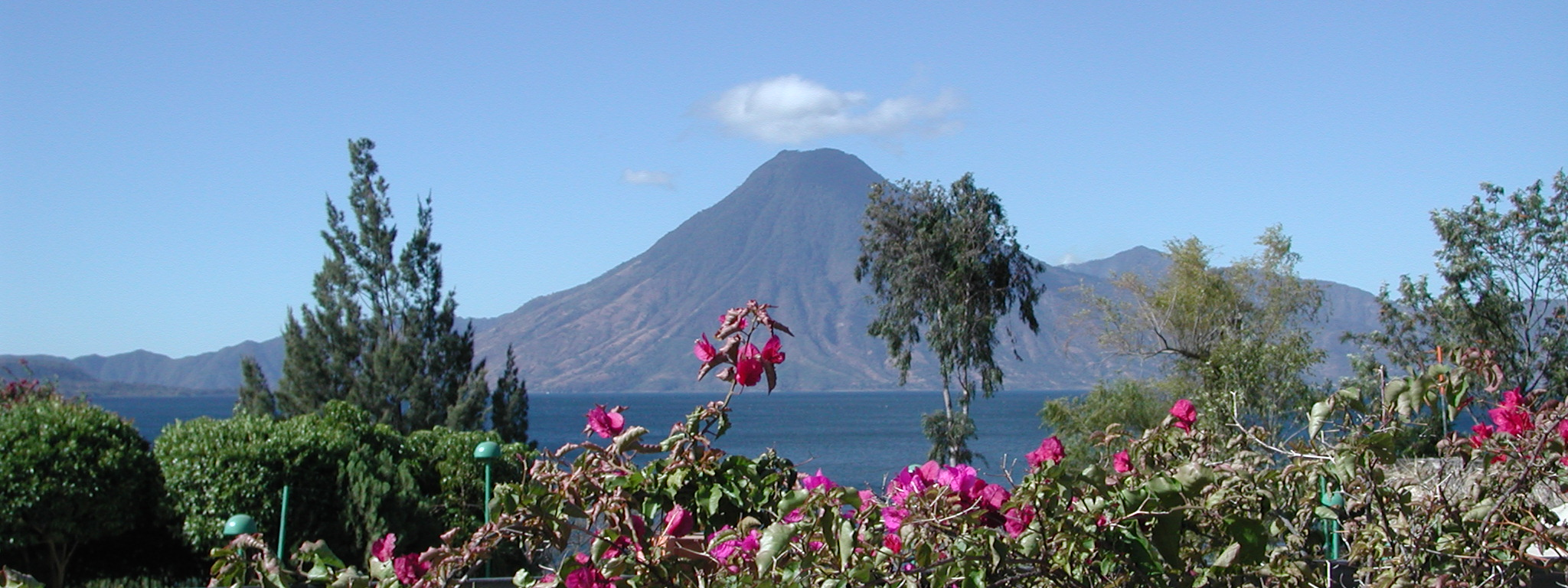
Atitlan-See mit Blick auf den Vulkan San Pedro

Der Lago de Atitlán (deutsch: Atitlánsee) ist der zweitgrößte See in Guatemala. Er liegt im Departamento Sololá und ist bekannt für seine Fauna und Flora.

## Allgemeines
Der See hat eine Fläche von 130 km², ist von Ost nach West ca. 18 km lang und liegt ca. 1560 Meter über dem Meeresspiegel. Er ist umgeben von den drei Vulkanen Tolimán, Atitlán und San Pedro. Um den See herum liegen kleinere Ansiedlungen, Hotels und die Region Sololá. Die Anwohner des Sees sind mehrheitlich Indigene (Maya), und zwar im Norden Cakchiquel (Hauptort Sololá) und im Süden Tzutuhil (Hauptorte Santiago Atitlán und San Pedro la Laguna). Die bedeutendste Stadt am Lago de Atitlán ist Panajachel. Die Wassertemperatur schwankt je nach Jahreszeit zwischen 18 und 20 Grad Celsius.
Der Lago de Atitlán ist die Lebensgrundlage vieler Einwohner der umliegenden Dörfer, da er aufgrund seiner Schönheit viele Touristen anzieht und als Süßwasserreservoir durchgehende Ernten sichert und auch sehr fischreich ist. Der See wurde 1955 zum Naturpark. In der späten präklassischen Epoche der Maya-Geschichte (etwa 450 v. Chr.–250 n. Chr.) befand sich in der Mitte des Sees eine Insel, auf der sich eine bedeutende Stadtanlage befand und die anschließend im Wasser versank.

## Name
Der Name Atitlán kommt aus dem nicht hier, sondern in Zentralmexiko gesprochenen Nahuatl, wo atitlan „Ort mit viel Wasser“ oder „Ort inmitten von Wasser“ bedeutet (atl „Wasser“ und -titlan „inmitten“). Die Entsprechung in der Tzutuhil-Sprache ist Chiyá oder Chi’ Ya’, was auch der alte Name der Ruinenstätte Chuitenamet (Chuitinamit) bei San Pedro ist. Atitlán bezeichnet dagegen den Ort Santiago Atitlán. Wann die von den Spaniern durch Vermittlung der verbündeten Tlaxcalteken eingeführten Nahuatl-Namen die alten Tzutuhil-Namen verdrängten, ist nicht bekannt.

## Entstehung
Der See liegt in einem Krater (Caldera), der vor ungefähr 84.000 Jahren durch die Explosion eines sehr großen Supervulkans entstand. (→ Los Chocoyos) Im Laufe der Zeit ist der Wasserspiegel des Sees angestiegen, da das Tal keinen natürlichen Abfluss hat. Der tiefste Punkt des alten Kraterrandes befindet sich im Südosten bei San Lucas Tolimán. Seit einem Erdbeben 1976 sank der Wasserspiegel um mehr als 10 m (Stand Juli 2006).

## Heimische Tiere
Am See ist der Puma heimisch, allerdings gilt er als selten. Der ehemals hier lebende Atitlántaucher (Podilymbus gigas) ist aufgrund der Aussetzung nicht heimischer Fische und der zunehmenden Einwohnerzahl der umgebenden Gebiete seit 1989 ausgestorben.

## Klima
Das Klima ist ganzjährig stabil. Niederschläge sind im Winter (Nov–April) selten, da sich die pazifischen Wolken an den Westhängen der Vulkane abregnen. In der Regenzeit Mai bis Oktober bilden sich tagsüber regelmäßig Gewitter.
Die Temperaturen liegen in Seenähe nachts oft um +15 Grad Celsius, tags steigen sie vor Beginn der Regenzeit bis 30 Grad, sonst um 25 Grad.
Regelmäßig auf dem See auftretende starke Winde nennt man Xocomil. Der Legende nach handelt es sich um einen unglücklichen Prinzen, der seine Geliebte, die bei einer Bootsfahrt auf dem See ums Leben kam, sucht.